# Comprimento da ópera
Comprimento da ópera é um termo usado para indicar o comprimento da roupa em si ou dos acessórios da moda feminina. A expressão é aplicada ao seguinte.
- Colar
- Luva (chamada luva de ópera )
- Meia (tamanho[2][3] )
- Piteira

Eles vêm em uma variedade de comprimentos, de curtos a longos, mas aquele cuja divisão de comprimento é representada como "ópera" geralmente significa o mais longo deles.
" Ópera " é uma típica arte performática da cultura ocidental . A relação entre ele e a "duração da ópera" é desconhecida. No entanto, as mulheres que desempenham o papel principal em bailes de ópera tradicionalmente usam colares e luvas compridas. A palavra "comprimento da ópera" é usada para esses comprimentos.